# Nigeriella avicola
Nigeriella avicola är en stekelart som beskrevs av Wiebes 1975. Nigeriella avicola ingår i släktet Nigeriella och familjen fikonsteklar.
Artens utbredningsområde är Aldabra. Inga underarter finns listade i Catalogue of Life.